# Mesembia neovenosa
Mesembia neovenosa är en insektsart som beskrevs av Mariño och Márquez 1994. Mesembia neovenosa ingår i släktet Mesembia och familjen Anisembiidae. Inga underarter finns listade i Catalogue of Life.